# Velika nagrada Japonske 2018
Velika nagrada Japonske 2018 je sedemnajsta dirka Svetovnega prvenstva Formule 1 v sezoni 2018. Odvijala se je 7. oktobra 2018 na dirkališču Suzuka Circuit. Zmagal je Lewis Hamilton, drugo mesto je osvojil Valtteri Bottas, oba Mercedes, tretje pa Max Verstappen, Red Bull-TAG Heuer.

## Rezultati

### Kvalifikacije
| Poz  | Št | Dirkač            | Konstruktor               | 1. del   | 2. del    | 3. del   | Št. m. |
| ---- | -- | ----------------- | ------------------------- | -------- | --------- | -------- | ------ |
| 1    | 44 | Lewis Hamilton    | Mercedes                  | 1:28,702 | 1:28,017  | 1:27,760 | 1      |
| 2    | 77 | Valtteri Bottas   | Mercedes                  | 1:29,297 | 1:27,987  | 1:28,059 | 2      |
| 3    | 33 | Max Verstappen    | Red Bull Racing-TAG Heuer | 1:29,480 | 1:28,849  | 1:29,057 | 3      |
| 4    | 7  | Kimi Räikkönen    | Ferrari                   | 1:29,631 | 1:28,595  | 1:29,521 | 4      |
| 5    | 8  | Romain Grosjean   | Haas-Ferrari              | 1:29,724 | 1:29,678  | 1:29,761 | 5      |
| 6    | 28 | Brendon Hartley   | Scuderia Toro Rosso-Honda | 1:30,248 | 1:29,848  | 1:30,023 | 6      |
| 7    | 10 | Pierre Gasly      | Scuderia Toro Rosso-Honda | 1:30,137 | 1:29,810  | 1:30,093 | 7      |
| 8    | 31 | Esteban Ocon      | Force India-Mercedes      | 1:29,899 | 1:29,538  | 1:30,126 | 11     |
| 9    | 5  | Sebastian Vettel  | Ferrari                   | 1:29,049 | 1:28,279  | 1:32,192 | 8      |
| 10   | 11 | Sergio Pérez      | Force India-Mercedes      | 1:30,247 | 1:29,567  | 1:37,229 | 9      |
| 11   | 16 | Charles Leclerc   | Sauber-Ferrari            | 1:29,706 | 1:29,864  |          | 10     |
| 12   | 20 | Kevin Magnussen   | Haas-Ferrari              | 1:30,219 | 1:30,226  |          | 12     |
| 13   | 55 | Carlos Sainz Jr.  | Renault                   | 1:30,236 | 1:30,490  |          | 13     |
| 14   | 18 | Lance Stroll      | Williams-Mercedes         | 1:30,317 | 1:30,714  |          | 14     |
| 15   | 3  | Daniel Ricciardo  | Red Bull Racing-TAG Heuer | 1:29,806 | brez časa |          | 15     |
| 16   | 27 | Nico Hülkenberg   | Renault                   | 1:30,361 |           |          | 16     |
| 17   | 35 | Sergej Sirotkin   | Williams-Mercedes         | 1:30,372 |           |          | 17     |
| 18   | 14 | Fernando Alonso   | McLaren-Renault           | 1:30,573 |           |          | 18     |
| 19   | 2  | Stoffel Vandoorne | McLaren-Renault           | 1:31,041 |           |          | 19     |
| 20   | 9  | Marcus Ericsson   | Sauber-Ferrari            | 1:31,213 |           |          | 20     |
| Vir: |    |                   |                           |          |           |          |        |

### Dirka
| Poz  | Št | Dirkač            | Konstruktor               | Krogi | Čas/Odstop     | Št. m. | Toč |
| ---- | -- | ----------------- | ------------------------- | ----- | -------------- | ------ | --- |
| 1    | 44 | Lewis Hamilton    | Mercedes                  | 53    | 1:27:17,062    | 1      | 25  |
| 2    | 77 | Valtteri Bottas   | Mercedes                  | 53    | +12,919        | 2      | 18  |
| 3    | 33 | Max Verstappen    | Red Bull Racing-TAG Heuer | 53    | +14,295        | 3      | 15  |
| 4    | 3  | Daniel Ricciardo  | Red Bull Racing-TAG Heuer | 53    | +19,495        | 15     | 12  |
| 5    | 7  | Kimi Räikkönen    | Ferrari                   | 53    | +50,998        | 4      | 10  |
| 6    | 5  | Sebastian Vettel  | Ferrari                   | 53    | +1:09,873      | 8      | 8   |
| 7    | 11 | Sergio Pérez      | Force India-Mercedes      | 53    | +1:19,379      | 9      | 6   |
| 8    | 8  | Romain Grosjean   | Haas-Ferrari              | 53    | +1:27,198      | 5      | 4   |
| 9    | 31 | Esteban Ocon      | Force India-Mercedes      | 53    | +1:28,055      | 11     | 2   |
| 10   | 55 | Carlos Sainz Jr.  | Renault                   | 52    | +1 krog        | 13     | 1   |
| 11   | 10 | Pierre Gasly      | Scuderia Toro Rosso-Honda | 52    | +1 krog        | 7      |     |
| 12   | 9  | Marcus Ericsson   | Sauber-Ferrari            | 52    | +1 krog        | 20     |     |
| 13   | 28 | Brendon Hartley   | Scuderia Toro Rosso-Honda | 52    | +1 krog        | 6      |     |
| 14   | 14 | Fernando Alonso   | McLaren-Renault           | 52    | +1 krog        | 18     |     |
| 15   | 2  | Stoffel Vandoorne | McLaren-Renault           | 52    | +1 krog        | 19     |     |
| 16   | 35 | Sergej Sirotkin   | Williams-Mercedes         | 52    | +1 krog        | 17     |     |
| 17   | 18 | Lance Stroll      | Williams-Mercedes         | 52    | +1 krog        | 14     |     |
| Ods  | 16 | Charles Leclerc   | Sauber-Ferrari            | 38    | Okvara/zavrten | 10     |     |
| Ods  | 27 | Nico Hülkenberg   | Renault                   | 37    | Motor          | 16     |     |
| Ods  | 20 | Kevin Magnussen   | Haas-Ferrari              | 8     | Trčenje        | 12     |     |
| Vir: |    |                   |                           |       |                |        |     |